# Antoni Bomba
Antoni Bomba (ur. 25 stycznia 1868 w Budziwoju, zm. 15 lutego 1956 tamże) – polski polityk lewicy chłopskiej, poseł do austriackiej Rady Państwa (1901–1918), starosta powiatu rzeszowskiego (1944–1946).

## Życiorys
Urodził się w rodzinie chłopskiej. Po ukończeniu 7-klasowego gimnazjum w Rzeszowie, studiował przez rok weterynarię w Akademii Rolniczej w Dublanach pod Lwowem. Ze względów finansowych studia przerwał i przejął gospodarstwo rodziców w Budziwoju w pow. rzeszowskim, które z powodzeniem poprowadził. Jednocześnie zaangażował się w działalność społeczną i polityczną. Radny gminy Budziwój, oraz członek Rady Powiatowej (1897–1914) i Wydziału Powiatowego (1897–1914) w Rzeszowie. W latach 1910–1924 był prezesem koła Towarzystwa Gimnastycznego „Sokół” w Budziwoju.
Od 1895 był korespondentem „Przyjaciela Ludu” oraz „Wieńca” i „Pszczółki”. Początkowo członek Stronnictwa Chrześcijańsko-Ludowego i członek jego władz naczelnych. W 1904 sprzeciwiając się ugodowej wobec konserwatystów polityce prezesa stronnictwa Stanisława Stojałowskiego przeszedł do Polskiego Stronnictwa Ludowego. Po rozłamie w 1913 działał w PSL-Lewicy, będąc od 1914 członkiem Rady Naczelnej stronnictwa i jej Wydziału. Reprezentował partię w Komisji Skonfederowanych Stronnictw Niepodległościowych.
Był posłem do austriackiej Rady Państwa X kadencji (31 stycznia 1901 – 30 stycznia 1907), wybranym z listy Stronnictwa Chrześcijańsko-Ludowego w kurii V (powszechnej) z okręgu wyborczego nr 6 (Rzeszów–Ropczyce–Strzyżów–Kolbuszowa–Tarnobrzeg–Nisko) oraz XI kadencji (17 lutego 1907 – 30 marca 1911) i XII kadencji (17 lipca 1911 – 28 października 1918) wybieranym z listy PSL w okręgu wyborczym nr 52 (Brzozów–Tyczyn). W parlamencie austriackim w kadencji X początkowo należał do Słowiańskiego Centrum następnie do Koła Polskiego, od 1904 do klubu posłów PSL. W kadencjach XI i XII należał do grupy posłów PSL (pełnił funkcję sekretarza), od 1913 PSL-Lewicy w Kole Polskim w Wiedniu. Wystawił w Wiedniu z inspiracji Włodzimierza Tetmajera spektakl pt. „Wesele budziwojskie”.
Podczas I wojny światowej został zmobilizowany do armii austro-węgierskiej, służył jako sierżant weterynarz w lazarecie dla koni w Rzeszowie. W październiku 1917 współorganizował wiec w Rzeszowie z udziałem Wincentego Witosa. 
1 listopada 1918 został zaprzysiężony jako delegat Polskiej Komisji Likwidacyjnej na powiat rzeszowski przy komisarzu Romanie Krogulskim obok przedstawicieli Narodowej Demokracji Stanisława Jabłońskiego i Teofila Niecia. Współorganizował Straż Obywatelską w mieście, do której wszedł oddział „zielonej kadry” (dezerterów) z Budziwoja. Według innego źródła objął 3 listopada nadzór nad zreorganizowaną żandarmerią powiatową. Na zwołanym na początku listopada sejmiku powiatowym wniósł projekt uchwały o powszechnym wyborze władz lokalnych, urzędników i sędziów, który obejmował rozwiązanie instytucji austriackich. Projekt spotkał się ze sprzeciwem delegata Niecia, który obawiał się niepokojów społecznych.
W wolnej Polsce Bomba kontynuował działalność w PSL-Lewicy, gdzie współpracował z grupą Józefa Putka, która połączyła się z PSL-Wyzwolenie po kongresie w Rzeszowie 27 sierpnia 1922 na tle sprzeciwu wobec sojuszu wyborczego z PSL-Piast. W wyborach parlamentarnych z 1922 kandydował jednak z listy Chłopskiego Stronnictwa Radykalnego. W 1925 współorganizował wiec powiatowy PSL-Wyzwolenie w Rzeszowie z Putkiem, Janem Tepperem oraz działaczami Związku Chłopskiego. W latach 1926–1928 był członkiem Stronnictwa Chłopskiego. 
W styczniu 1928 przystąpił do utworzonego wówczas Zjednoczenia Lewicy Chłopskiej „Samopomoc”. Był członkiem Zarządu Głównego (1928–1931) obok prezesa Stanisława Wójtowicza i Aleksandra Szymańskiego, przewodniczącym małopolskiego zarządu głównego i przewodniczącym rzeszowskiego zarządu powiatowego, do którego weszli Ferdynand Tkaczow i Tomasz Wiśniewski. Został następnie prezesem stronnictwa (1929–1931). Po rozwiązaniu Zjednoczenia przez władze sanacyjne zbliżył się do nielegalnej Komunistycznej Partii Polski.
W okresie II wojny światowej utrzymywał kontakty z przedstawicielami konspiracyjnych stronnictw politycznych. W 1943 aresztowany przez Gestapo i osadzony na Zamku w Rzeszowie, gdzie był przesłuchiwany przez Hansa Flaschkego. 
W 1944 został członkiem Wojewódzkiej Rady Narodowej w Rzeszowie. Od 1944 do 1946 był pierwszym powojennym starostą powiatu rzeszowskiego.

## Rodzina
Był wnukiem Antoniego, synem Wawrzyńca i Katarzyny Kotulówny. Ożenił się w 1892 z Marią z Piętów, miał z nią dwanaścioro dzieci, w tym:
- Władysława (1899–1982), legionistę i kapitana Wojska Polskiego, żołnierza wojny obronnej 1939[15][5],
- Mieczysława (1906–2008), nauczyciela, działacza ludowego, komunistycznego i związkowego[16][5],
- Tadeusza, weterana II wojny światowej,
- Zbigniewa,
- Stanisława,
- Jana, aresztowanego w 1952 za sprzeciw wobec kolektywizacji rolnictwa[5],
- Kazimierza (1914–2001[17]), lekarza weterynarii, odznaczonego tytułem „Sprawiedliwy wśród Narodów Świata”.